# Heteroneura
Heteroneura este un infraordin de lepidoptera aparținând subordinului Glossata, care cuprinde mai mult de 99% din totalitatea speciilor de fluturi și molii diurne și nocturne. Caracteristica lor principală este prezența unor nervuri pe aripile anterioare, care sunt diferite de aripile posterioare. Este grupul frate al infraordinului Exoporia. 